# Stirling Punch
Lo Stirling Punch è un punch alcolico fatto con alcol di grano, rum Mount Gay e una spruzzata di whisky.
Il drink deve il suo nome a Harold Stirling Vanderbilt, un famoso velista che negli anni '30 ha vinto la America's Cup per 3 volte consecutive. Lo Stirling Punch è spesso servito nei bar e alle feste  degli yacht club, anche se la sua facilità di realizzazione consente di prepararlo ovunque. 
Dello Stirling Punch esistono diverse varianti, che prevedono tutte l'aggiunta di grandi quantità di succhi di frutta e acqua per bilanciarne il contenuto alcolico.